# 葦屋浦の戦い
葦屋浦の戦い（あしやうらのたたかい）は、平安時代末期の内乱、治承・寿永の乱の戦いの一つ。元暦2年/寿永4年（1185年）2月1日、源範頼率いる平氏追討軍が筑前国の葦屋浦（福岡県遠賀郡芦屋町・西浜町・白浜町・幸町一帯の湾港）で、九州の平家方の豪族原田種直らとの合戦に勝利して九州上陸を果たした戦い。

## 経過
前年2月の一ノ谷の戦い後、屋島に敗走した平家一門は、なお瀬戸内海一帯の制海権を握り勢力を保っていた。元暦2年（1184年）、源頼朝は海上が平穏になる6月頃から行動開始の準備を始め、8月に弟の範頼を総指揮官として鎌倉から東国武士の総領格をそろえた主力部隊を西上させ、9月1日、範頼率いる平氏追討軍が京を出発した。山陽道を下って９月26日の藤戸の戦いでは佐々木盛綱の活躍で辛勝し、10月に安芸国まで軍勢を進めたものの、水軍力を持たず兵糧も得られない範頼軍の苦戦は続き、兵站を断たれて窮乏し、九州まで兵を進める計画は頓挫していた。11月中旬に範頼は鎌倉の頼朝への書状で兵糧の欠乏、兵の士気の低下をしきりと訴えており、頼朝からは船と兵糧を送ることと、くれぐれも地元の九州武士の恨みを買わないこと、東国武士を大切にすることなど、細かい注意を繰り返し書いた返事が出されている。
年が明けた元暦2年（1185年）正月12日、周防国から平氏が拠る長門国赤間関に到達して九州へ渡海しようとしたが、彦島の平知盛軍に行く手を阻まれ、平氏追討もままならなかった。逗留は数日に及び、東国武士達に厭戦気分が蔓延し侍所別当の和田義盛さえも密かに関東へ帰ろうとする始末であった。
しかし早くから反平氏の兵を挙げていた豊後国の豪族緒方惟栄と臼杵惟隆の兄弟から兵船82艘の献上があり、周防国の宇佐那木上七遠隆から兵糧米の提供を受け、範頼軍はいったん周防国へ戻って26日にようやく豊後国へ船出した。
この日渡海したのは北条義時、足利義兼、小山朝政、同宗政、同朝光、武田有義、中原親能、千葉常胤、同常秀、下河辺行平、同政義、浅沼広綱、三浦義澄、同義村、八田知家、同知重、葛西清重、渋谷重国、同高重、比企朝宗、同能員、和田義盛、同宗実、同義胤、大多和義成、安西景益、同明景、大河戸広行、同行元、中条家長、加藤景廉、工藤祐経、同祐茂、天野遠景、一品坊昌寛、土佐坊昌俊、小野寺道綱らである。

### 葦屋浦の戦い
北条義時、下河辺行平、渋谷重国、品河清実が最初に上陸し、文治元年（1185年）2月1日に豊前国葦屋浦で平氏方の原田種直と子の賀摩種益らの攻撃を受け合戦となる。行平・重国らが駆けめぐり矢を放って応戦し、種直らは重国によって射られ、行平が美気種敦を討ち取った。
この合戦の勝利により、平氏の地盤であった長門・豊前・筑前は範頼軍に制圧され、わずかな海峡を隔てて彦島の平氏は孤立させられた。
『吾妻鏡』の同日条には、下河辺行平が一番乗りの勲功を挙げるべく甲冑を売って小舟を買い取ったこと、三浦義澄が周防国の守備に当たるよう依頼されるが一番乗りの勲功が得られないと断り説得されて周防で陣を構えたことが書かれている。
鎌倉源氏軍の九州上陸にあたり、豊後国の要塞を押さえていた緒方惟栄らの役割は大きく、2月2日には頼朝の申請により豊後国住人の勲功を賞する後白河院庁下文が出された。
2月14日、兵糧米の欠乏によりいったん周防に撤退。13日には頼朝から九州での戦線維持が不可能であれば直接四国の平氏を攻めるように頼朝から命が出されている。

### 義経の動向
2月10日には範頼軍の苦戦と兵糧の欠乏を知った義経が、治安の不安から引き留める後白河院や貴族たちを振り切って平家本陣である屋島へ向けて出陣した。『平家物語』「大嘗会之沙汰」では、山陽道で兵糧米の欠乏で苦心していた頃の範頼が戦いもせず遊女と戯れ月日を過ごしていたとし、屋島・壇ノ浦へと義経の華々しい活躍が描かれているが、義経の屋島の戦いでの奇襲の成功は、地元の武士団の協力を得て瀬戸内海水運の一つである豊後を押さえ、知盛軍を彦島に釘付けにして屋島との連携を断ち切った範頼軍の存在があってのものであった。
3月12日に兵糧米を積んだ船が伊豆を出発し、兵糧問題はようやく解決した。3月14日に頼朝から範頼宛に平氏追討には慎重を期して、三種の神器を無事に取り返すように書状が送られている。義経は屋島から平宗盛らを追いやって彦島へ向かった。範頼は九州の武士団の組織化にあたり、長門彦島の平氏の九州への逃走を阻む役割を担う形になり、3月24日、治承・寿永の乱の最後の決戦である壇ノ浦の戦いに望むことになる。